# اسبی‌گون
اسبی‌گون، گون اسبی (نام علمی: Astragalus glaucacathus) نام یک گونه از سرده گون است.